# Vallée de Dilbat
Dilbat Vallis
Pour les articles homonymes, voir Dilbat.
La vallée de Dilbat (désignation internationale : Dilbat Vallis) est une vallée située sur Vénus dans le quadrangle de Barrymore. Elle a été nommée en référence au nom assyro-babylonien de la planète Vénus.